# Dino Crisis
Dino Crisis(ディノクライシス, Deinokuraishisu) är ett survival horror-spel, utvecklat och utgivet av Capcom. Spelet släpptes ursprungligen till Playstation 1999. Under 2000 släpptes det även till Microsoft Windows och Dreamcast. Den är den första delen i Dino Crisis-serien och utvecklades av samma team bakom Resident Evil-spelen, bland annat Shinji Mikami och Dino Crisis har flera likheter med Resident Evil.
Spelet handlar om en specialagent vid namn Regina som tillsammans med en specialstyrka skickas till en hemlig forskningsanläggning på en ö. De finner att anläggningen har invaderats av dinosaurier och Regina hitta ett sätt att ta sig igenom anläggningen för att upptäcka dess hemligheter och till slut komma undan med livet i behåll.
Spelet följdes av två uppföljare, Dino Crisis 2 och Dino Crisis 3, samt en spinoff i Capcoms Gun Survivor-serie, Dino Stalker som använder sig av en ljuspistol. En Game Boy Color-version av Dino Crisis planerades av brittiska utvecklaren M4, men utvecklingen av den versionen avbröts.